# Gwatemala na Letnich Igrzyskach Paraolimpijskich 2012
Gwatemalę na Letnich Igrzyskach Paraolimpijskich 2012 reprezentował 1 zawodnik.
Dla reprezentacji Gwatemali był to szósty start w igrzyskach paraolimpijskich (poprzednio w 1976, 1984, 1988, 2004 oraz 2008 roku).

## Kadra

### Lekkoatletyka
Konkurencje techniczne
| Zawodnik    | Konkurencja           | Odległość                 | Pkt                       | Poz.                      |
| ----------- | --------------------- | ------------------------- | ------------------------- | ------------------------- |
| Isaac Leiva | Pchnięcie kulą F11/12 | 9.83                      | 700                       | 15.                       |
| Isaac Leiva | Rzut dyskiem F11      | Nie zaliczył żadnej próby | Nie zaliczył żadnej próby | Nie zaliczył żadnej próby |